# Цёшен
Цёшен (нем. Zöschen) — деревня в Германии, в земле Саксония-Анхальт, входит в район Зале в составе городского округа Лойна.
Население составляет 1004 человека (на 31 декабря 2008 года). Занимает площадь 7,2 км².

## История
Первое упоминание о поселении встречается 9 июня 1269 году.
31 декабря 2009 года Цёшен был включён в состав городского округа Лойна в качестве района. В этот район также входит деревня Цшернеддель.
В годы Второй мировой войны в Цёшене располагался лагерь для заключённых.

## Галерея

Цёшен на карте городского округа
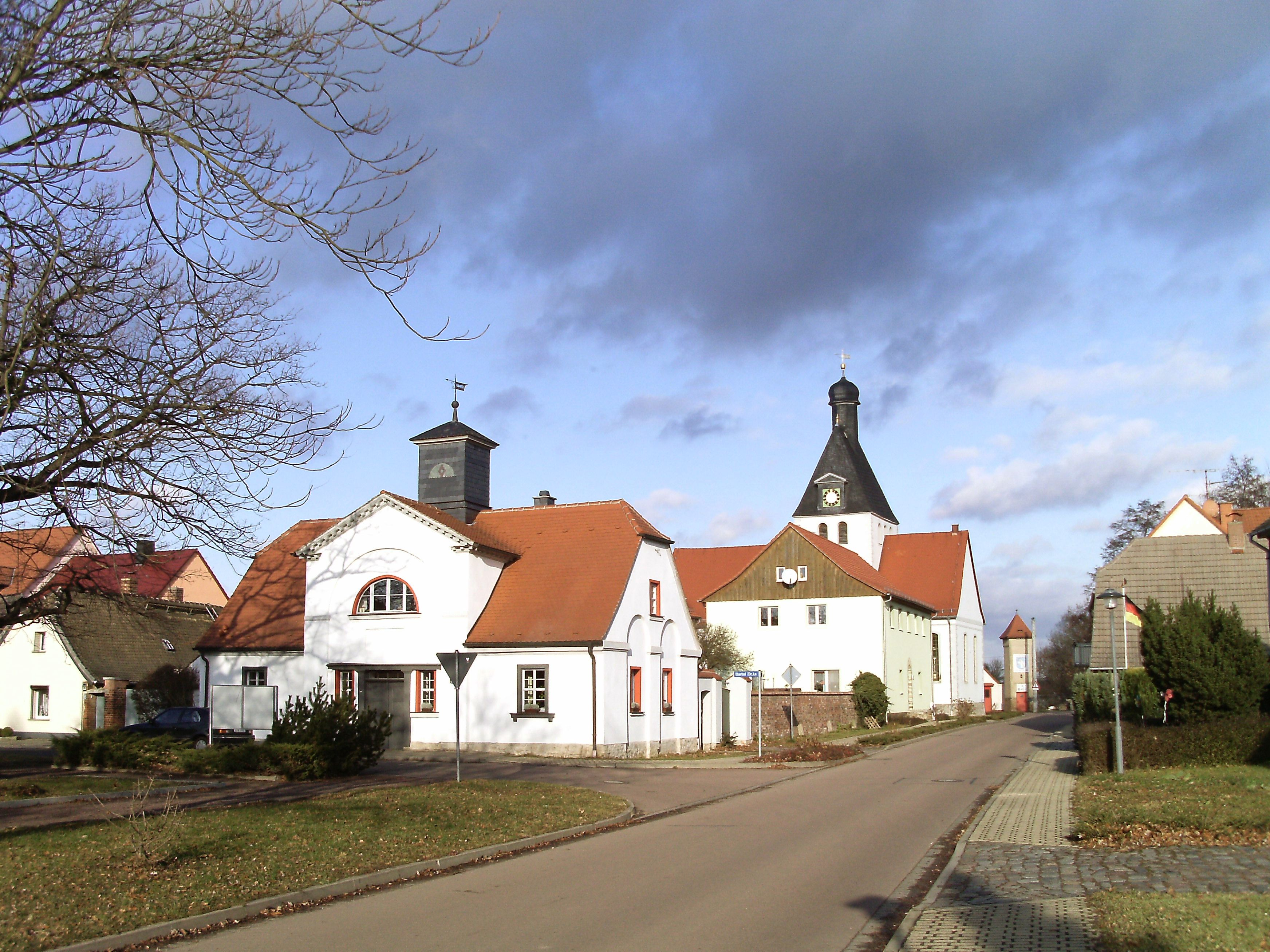
Ратуша и церковь в Цёшене
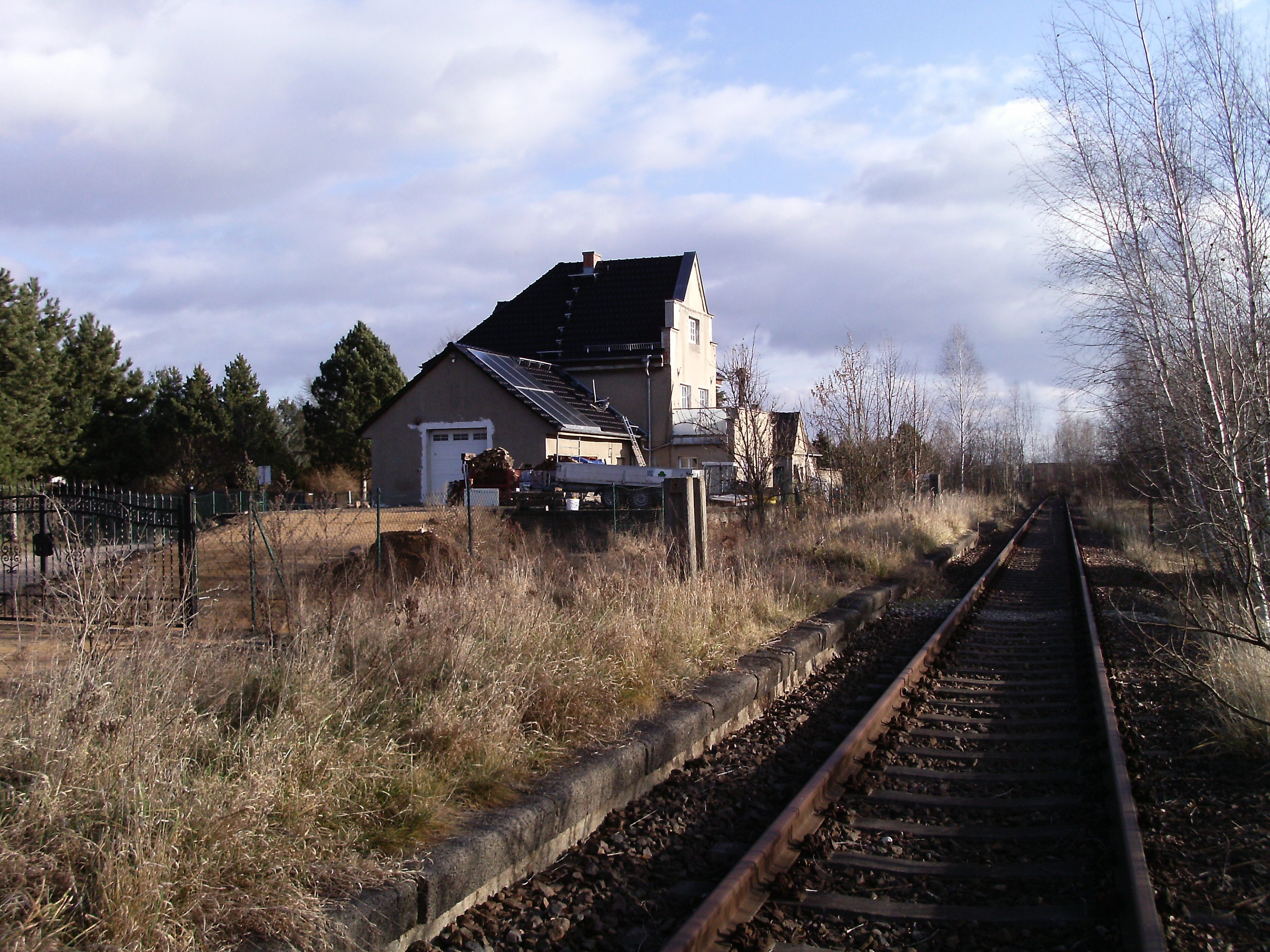
Закрытая в 1998 году ж/д линия и станция в Цёшене
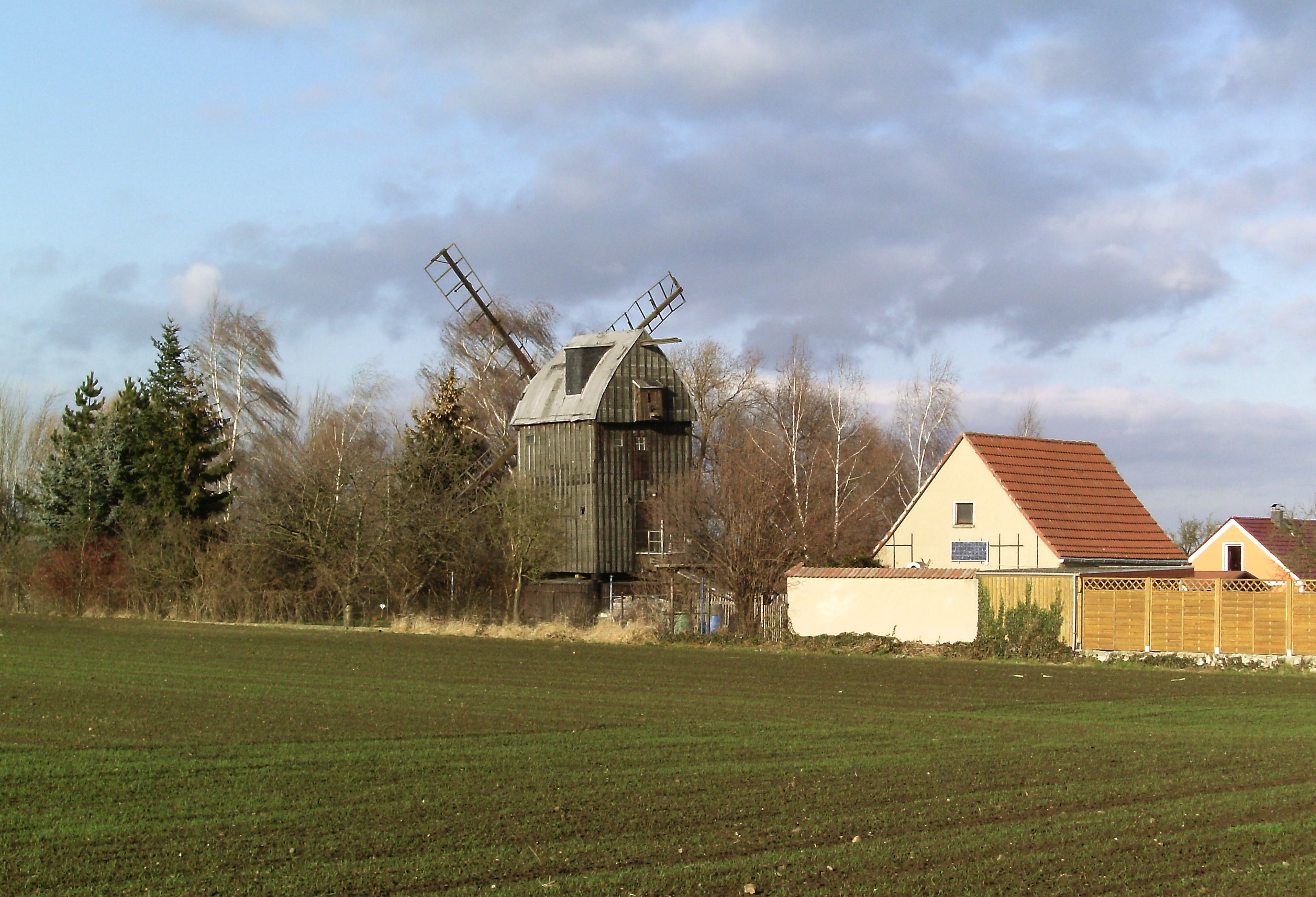
Ветряная мельница в Цёшене